# جا جنكي
جا جنكي مواليد 1970م مخرج سينمائي صيني أنتج عددا من الأفلام وكذلك شارك كممثل في بعضها، تم عرض بعض أعماله في مهرجانات السينما الأوروبية.

## وصلات خارجية
- جا جنكي على موقع IMDb (الإنجليزية)
- جا جنكي على موقع مونزينجر (الألمانية)
- جا جنكي على موقع قاعدة بيانات الأفلام العربية
- جا جنكي على موقع ألو سيني (الفرنسية)
- جا جنكي على موقع أول موفي (الإنجليزية)
- جا جنكي على موقع قاعدة بيانات الأفلام السويدية (السويدية)
- جا جنكي على موقع قاعدة بيانات الفيلم (الإنجليزية)
- جا جنكي على موقع كينوبويسك (الروسية)
- جا جنكي في قاعدة بيانات السينما العالمية.